# Chamborand
Chamborand – miejscowość i gmina we Francji, w regionie Nowa Akwitania, w departamencie Creuse.
Według danych na rok 1990 gminę zamieszkiwało 266 osób, a gęstość zaludnienia wynosiła 24 osoby/km² (wśród 747 gmin Limousin Chamborand plasuje się na 380. miejscu pod względem liczby ludności, natomiast pod względem powierzchni na miejscu 535.).

## Populacja

Populacja Chamborand w latach 1962–2008